# II Liceum Ogólnokształcące im. Gustawa Gizewiusza w Giżycku
II Liceum Ogólnokształcące im. Gustawa Gizewiusza w Giżycku – liceum ogólnokształcące znajdujące się w Giżycku.

## Historia[1]
Liceum powstało 1 września 1990 jako drugie w Giżycku i wraz z istniejącym Studium Medycznym weszło w skład Zespołu Szkół nr 1. Jego pierwszym dyrektorem został dr Marian Lemecha.
Rok później, 24 września 1991 wybuchł pożar, który strawił całą szkołę, lecz dzięki zaangażowaniu kadry nauczycielskiej oraz rodziców placówka szybko wróciła do normalnego tryby pracy.
W 1999 Zespół Szkół został podzielony na dwie samodzielne placówki działające w jednym budynku. Wydzielono II Liceum Ogólnokształcące i Medyczne Studium Zawodowe (nazwa tej ostatniej placówki została zmieniona na Szkoła Policealna im. Hanny Chrzanowskiej w Giżycku; potocznie zwana Medyk).
W tym samym roku Dyrektor Marian Lemecha został wybrany na urząd Burmistrza  Miasta Giżycka, w związku z czym obowiązki Dyrektora przejęła i pełniła je do końca roku szkolnego Pani Bożena Dobrzyńska. Od 1 lipca 1999 do 31 sierpnia 2005 dyrektorem II LO był Jan Tyryłło.
22 maja 2004 patronem szkoły został polski działacz społeczno-narodowy i polityczny na Mazurach – Gustaw Gizewiusz.
Od 1 września 2005 do 31 sierpnia 2020 funkcję dyrektora pełniła Ewa Downar. W 2020 jej następczynią została Anna Dec. Od 2023 dyrektorem jest Anna Żabionek.

## Absolwenci
- Adam Łożyński – żeglarz, reprezentant Polski w windsurfingu, pedagog i wykładowca akademicki.

## Dyrektorzy
- 1990–1999 – Marian Lemecha
- 1999 – Bożena Dobrzyńska
- 1999–2005 – Jan Tyryłło
- 2005–2020 – Ewa Downa
- 2020–2023 – Anna Dec
- od 2023 – Anna Żabionek